# Municipio de Delmore
El municipio de Delmore (en inglés: Delmore Township) es un municipio ubicado en el condado de McPherson en el estado estadounidense de Kansas. En el año 2010 tenía una población de 169 habitantes y una densidad poblacional de 1,82 personas por km².

## Geografía
El municipio de Delmore se encuentra ubicado en las coordenadas 38°29′3″N 97°32′27″O / 38.48417, -97.54083. Según la Oficina del Censo de los Estados Unidos, el municipio tiene una superficie total de 93.08 km², de la cual 92,8 km² corresponden a tierra firme y (0,31 %) 0,29 km² es agua.

## Demografía
Según el censo de 2010, había 169 personas residiendo en el municipio de Delmore. La densidad de población era de 1,82 hab./km². De los 169 habitantes, el municipio de Delmore estaba compuesto por el 100 % blancos. Del total de la población el 1,18 % eran hispanos o latinos de cualquier raza.